# Revêtement en plastique
Le revêtement plastique est un revêtement du plastique (par exemple, la métallisation du plastique) ou le revêtement d'autres matériaux (par exemple, un câble électrique) avec du plastique.

## Revêtement polymère
Un revêtement polymère est une forme de revêtement plastique ou de revêtement de surface et se compose d'une base en plastique. Il existe également des revêtements polymères tribologiques qui peuvent être adaptés à de nombreux besoins d'application grâce à la variété des polymères disponibles. Le revêtement réduit le frottement et l'abrasion, empêchant ainsi l'usure du produit due à la corrosion et aux rayures.

### Avantages
Les revêtements en polymères peuvent être produits à partir de différents composés. Ils peuvent donc être appliqués sur presque toutes les surfaces. Les revêtements polymères sont donc particulièrement adaptés aux endroits où les paliers lisses ne peuvent pas être utilisés. Un revêtement tribologique peut être utilisé, par exemple, lorsque l'espace est limité et l'accès difficile.
En outre, les revêtements polymères peuvent être personnalisés pour s'adapter à un large éventail d'applications, comme les environnements à température particulièrement élevée ou dans le secteur agroalimentaire.
Les étapes de préparation des pièces à revêtir avec une base polymère sont rentables par rapport aux autres options de revêtement. En outre, les produits finis revêtus sont favorables aux consommateurs : les pièces revêtues sont populaires car les liquides tels que l'eau et l'huile perlent lorsque la surface est revêtue d'un matériau hydrophobe. L'entretien et le nettoyage des produits finis s'en trouvent facilités.
En outre, la couleur du revêtement polymère peut également être ajustée, mais avec certaines limites. La raison en est que davantage de pigments sont nécessaires en fonction de la nuance de couleur, ce qui influence finalement le revêtement.

### Applications
- Industrie automobile : le revêtement de surface fait perler l'eau et l'huile, c'est pourquoi le revêtement polymère est souvent utilisé pour divers accessoires automobiles. Par exemple, une peinture de voiture avec un revêtement céramique[3].
- Les revêtements polymères sont également utilisés dans l'industrie aérospatiale.
- Parmi les autres exemples d'applications, citons le métal, les revêtements de sol ou les produits médicaux, notamment parce qu'un revêtement polymère offre une surface stérile permanente[4].

## Métallisation des matières plastiques

### Procédé technique
L'application de revêtements métalliques ultrafins sur des surfaces en plastique prend de plus en plus d'importance. 
- Procédé sec : Évaporation sous vide poussé, pulvérisation cathodique, placage gazeux et métallique, et pulvérisation de peinture conductrice. La technique sous vide poussé ne fonctionne que si le plastique ne produit pas de gaz. Dans le placage au gaz, contrairement aux autres procédés, le métal est formé in situ à partir de composés volatils facilement décomposables thermiquement (par exemple, le nickel tétracarbonyle) par une réaction chimique, et le miroir métallique (éventuellement sur une surface plastique préalablement décapée, par exemple, un copolymère greffé acrylonitrile-butadiène-styrène) est ensuite déposé sur le plastique.
- Procédé humide.

## Revêtement plastique des matériaux
Le procédé de revêtement est également appelé technologie de revêtement. L'enrobage de toutes sortes de matériaux avec des matières plastiques revêt une importance technique particulière, comme la gaine des câbles électriques ou le revêtement des paniers à couverts des lave-vaisselle.

### Procédé technique
- Frittage en lit fluidisé[6]
- Pulvérisation électrostatique de poudre, également tribo-revêtement
- Procédé par trempage
- Projection à la flamme[7]

Théoriquement, les revêtements sont aussi des revêtements de type plastique. Une frontière peut être tracée selon qu'une réaction ou une réticulation du revêtement a lieu (vernis automobile) ou qu'un plastique se contente de fondre et de se solidifier à la surface (frittage par vortex avec des thermoplastiques), mais les transitions sont fluides. En règle générale, les revêtements plastiques ont des épaisseurs de film nettement supérieures à celles des peintures conventionnelles.
Pour le revêtement des polymères, le revêtement en poudre est couramment utilisé. Il existe également des options de revêtement par voie humide, sous vide, par trempage ou par pulvérisation thermique. Le revêtement peut être appliqué sur un polymère ou un matériau polymère.